# Renault Fluence (Studie)
Die Studie Renault Fluence wurde im Jahre 2004 auf dem Automobil-Wettbewerb Louis Vuitton Classic und auf der Pariser Motor Show, unter der Leitung des Chefdesigners Patrick le Quément, vorgestellt. Ab dem Spätjahr 2009 wurde der Fluence als Stufenheck-Limousine in der Türkei unter unveränderten Namen in Serie hergestellt.

## Motor
Angetrieben wurde das Konzeptauto von einem 3,5-Liter-V6-Motor mit 206 kW (280 PS). Geschaltet wurde mit einer Sechsgang-Automatik, die ein maximales Drehmoment von 365 Nm auf die Vorderräder verteilte.

## Ausstattung

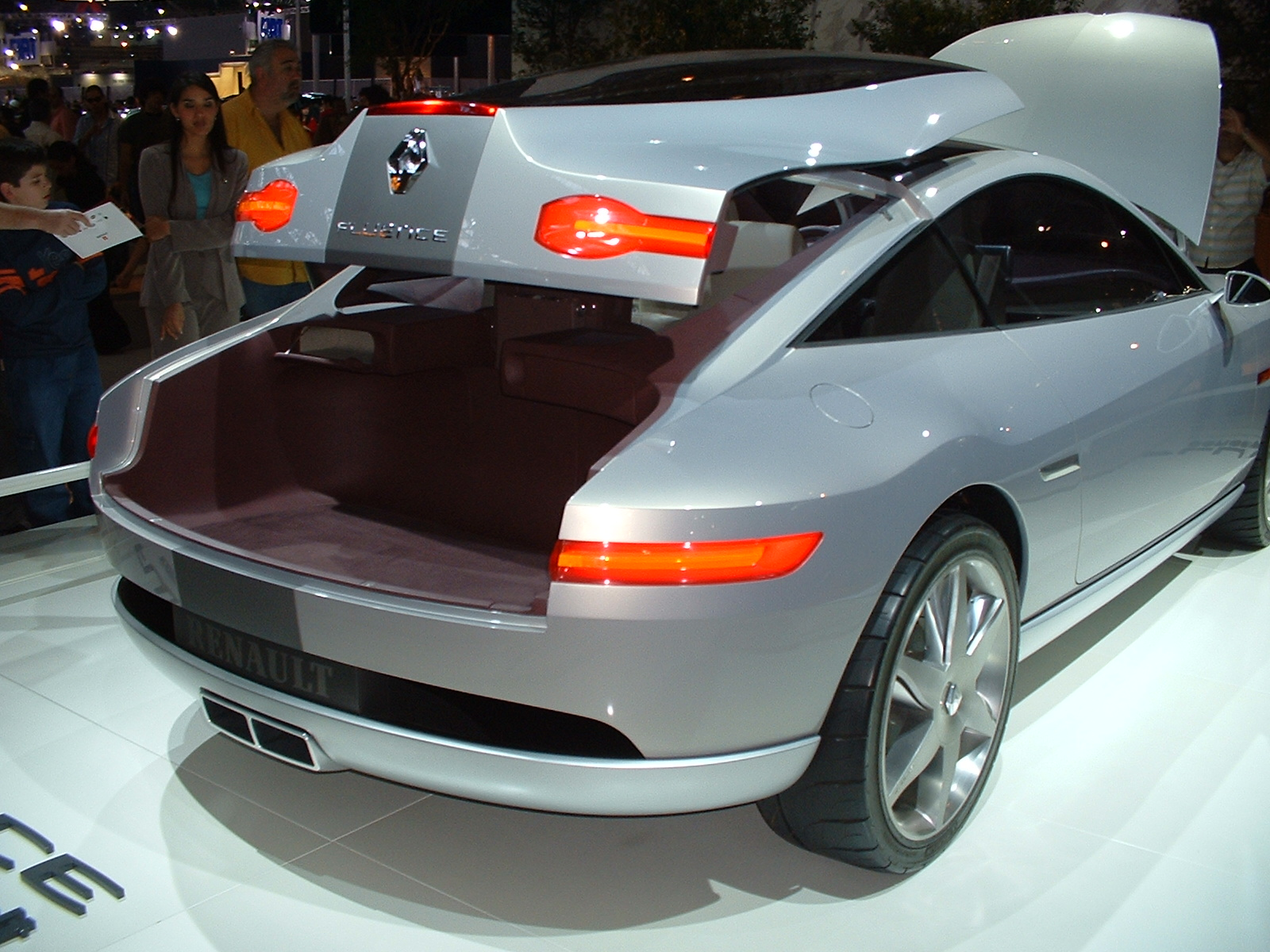
Heckansicht

In der Studie Fluence wurden Valeo LED-Scheinwerfer verbaut, die sich je nach Position der Räder zum Fahrverlauf miteinstellen. Im Innenraum sind die Armaturen wie ein Blatt gestaltet. Zusatzfunktionen wie das Radio oder die Klimaanlage werden über einen Joystick und einen LC-Bildschirm geregelt. Die Sitze sind auf Schienen montiert, die es dem Sitz ermöglichen, beim Öffnen der Türen die Seitenpartien und die Rückenlehne ausfahren zu lassen.

## Zero Emission Konzept

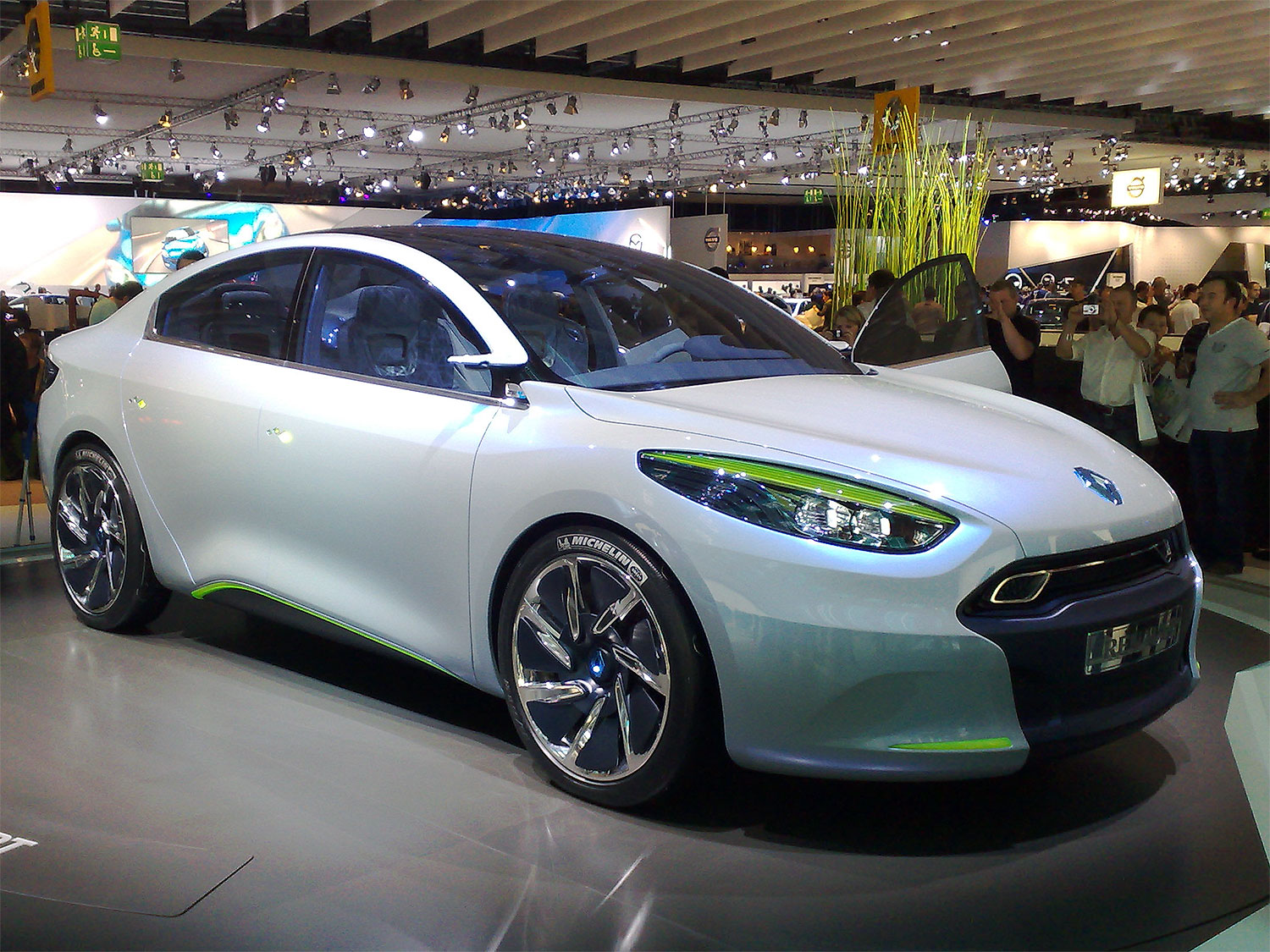
Seitenansicht Fluence Z.E.

Im Jahre 2009 wurde auf der Internationalen Automesse in Frankfurt eine Elektroversion des kommenden Fahrzeug unter dem Namen Fluence Z.E. Concept vorgestellt. Angetrieben wurde es von einem 70 kW (95 PS) starken Motor mit einem Drehmoment von 226 Nm, der die Vorderräder antreibt. Das Fahrzeug hat eine Reichweite von 160 Kilometern und muss dann 20 Minuten (Schnellladen) und acht Stunden (konventionell) geladen werden.